# Andøya Space Center

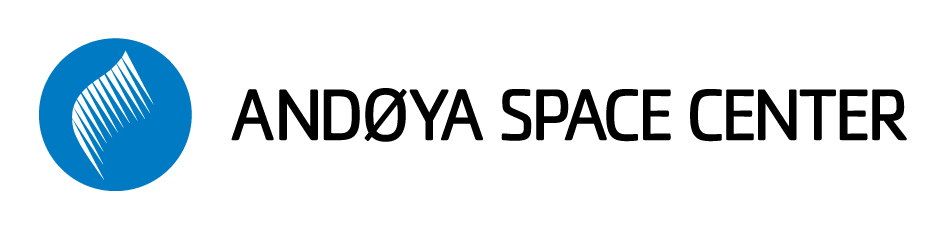
Logo de Andøya Space Center.

El Centro de Lanzamiento de Andøya es una base de lanzamiento espacial ubicada en la isla de Andøya en el norte de Noruega.
Desde 1962, se han lanzado desde esta base más de 1.200 cohetes de sondeo de todas las configuraciones conocidas.

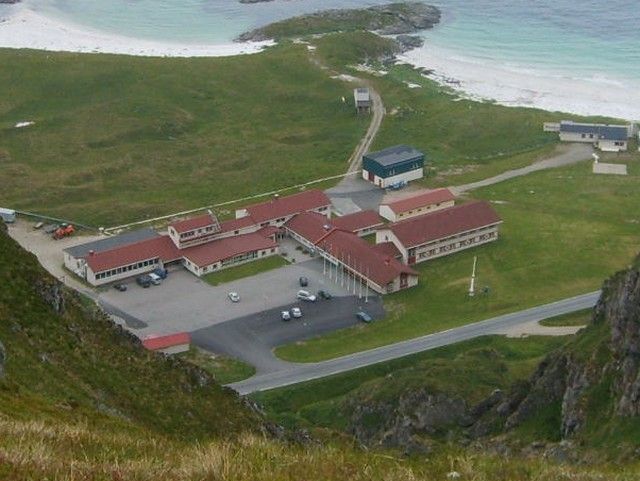
Andøya Space Center